# Atherinomorus lacunosus
Atherinomorus lacunosus, conosciuto comunemente come latterino orientale è un pesce di mare appartenente alla famiglia Atherinidae.

## Distribuzione e habitat
Popola le acque subtropicali degli oceani indiano e pacifico, dalle coste dell'Africa orientale alle isole Tonga, arrivando a nord fino alle coste meridionali del Giappone e a sud fino all'Australia settentrionale. Un tempo presente fino alle isole Hawaii, oggi è stato soppiantato da Atherinomorus insularum. Segnalato fin dal 1902 lungo le coste orientali del mar Mediterraneo in cui è immigrato dal mar Rosso attraverso il canale di Suez (migrazione lessepsiana). Attualmente (2013) risulta molto comune lungo le coste sudorientali del Mediterraneo a nord fino alla Turchia e a ovest fino alla Tunisia.
Vive vicino alla costa, prevalentemente su fondali sabbiosi o a ridosso dei reef, tra la superficie e i 40 metri di profondità.

## Descrizione
Il corpo è più tozzo che negli altri latterini, da cui si differenzia anche per la stretta vicinanza delle due pinne dorsali. Ha occhi relativamente grandi, di diametro pari alla lunghezza del muso; presente la tipica linea dei latterini.
La taglia media si attesta tra i 12 e i 14 cm, mentre l'esemplare più grande noto misurava 25 cm di lunghezza.

## Biologia

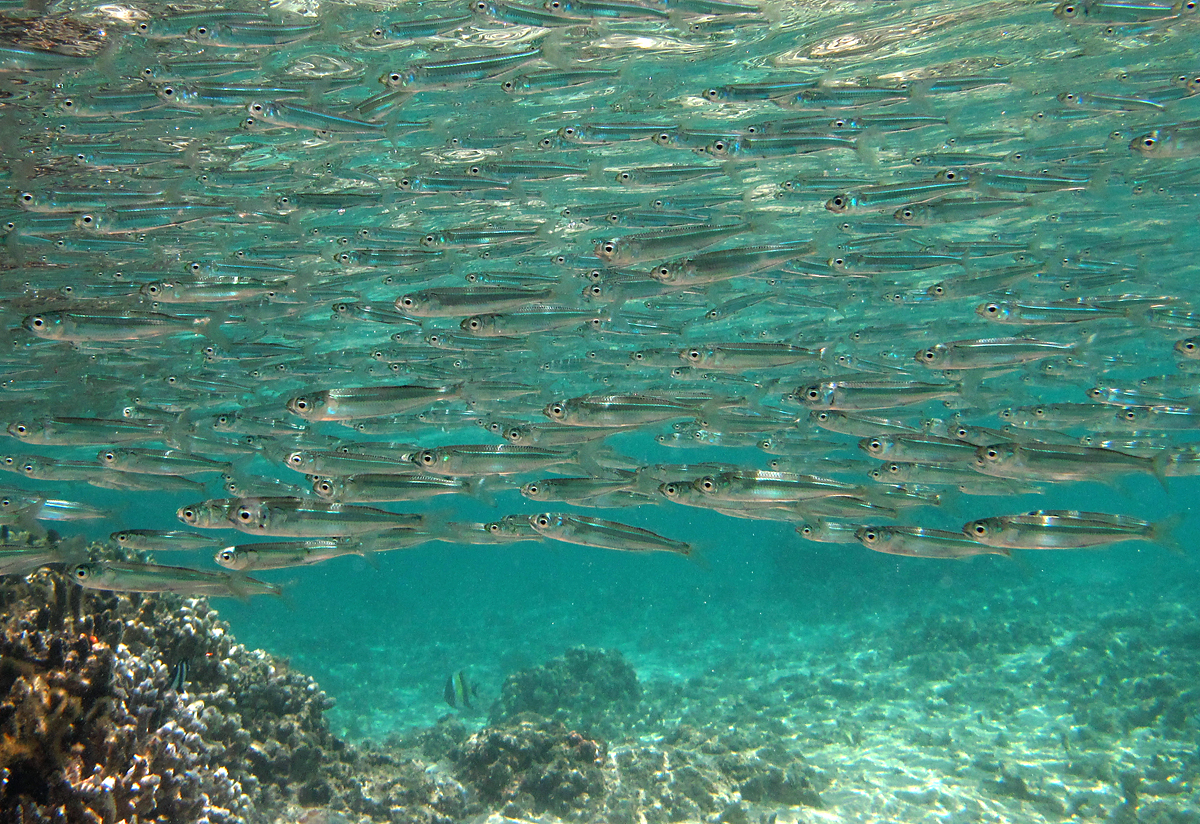
Banco di giovani esemplari nelle acque di Riunione

### Comportamento
Di giorno si raggruppa in banchi di notevoli dimensioni (lunghi fino a 100 metri e larghi fino a 20) composti da migliaia di esemplari, a scopo di difesa dai suoi numerosi predatori. Numerose sono infatti le specie capaci di insediare questo piccolo pesce, a partire dai grandi pesci predatori come   squali, tonni, carangidi e così via, fino agli uccelli marini appartenenti ai generi Thalasseus, Morus, Larus e Ardea.

### Alimentazione
Col buio della notte i banchi si disperdono e gli esemplari si cibano di crostacei planctonici.

## Pesca
Comunemente pescato e venduto fresco, sotto sale o essiccato.